# Fresno (miniserie televisiva)
Fresno è una miniserie televisiva comica che parodia le soap opera di prima serata quali Falcon Crest, Dallas e Dynasty. Diretta da Jeff Bleckner, la serie presenta alti valori di produzione, tra cui sontuosi abiti d'alta moda del principale costumista Bob Mackie, un budget di 12 milioni di dollari ed un cast principale che include Carol Burnett, Teri Garr, Charles Grodin e Dabney Coleman, e il cast di supporto tra cui Charles Keating, Pat Corley, Louise Latham, Tom Poston e Henry Darrow. Fu notata all'epoca come la prima commedia televisiva satirica americana ad essere realizzata nel formato allora popolare della miniserie.

## Trama
Fresno racconta la lotta della matriarca Charlotte Kensington (Burnett) per mantenere il controllo della sua famiglia disfunzionale e difendere il declino dell'impero dell'uvetta contro il loro rivale, il malvagio Tyler Cane (Dabney Coleman).

## Premi e riconoscimenti
- 1987 Casting Society of America Artio Award for Best Casting for TV Miniseries

### Primetime Emmy Award
- 1987 Candidatura alle migliori acconciature per una miniserie o film
- 1987 Candidatura alla migliore direzione artistica per Fresno
- 1987 Candidatura ai migliori costumi per una miniserie o film
- 1987 Candidatura al miglior montaggio per una miniserie o film
- 1987 Candidatura al miglior montaggio sonoro per una miniserie o film